# 홍산 영모당
홍산 영모당은 충청남도 부여군 홍산면에 있다. 1995년 6월 1일 부여군의 향토문화유산 제16호로 지정되었다.

## 개요
4번 국도를 타고 부여에서 홍산방면으로 진행하다 홍산면소재지 약 2km가량 못미친 지점의 도로 우측에 조현리가 나온다. 영모당은 조현1리 속칭 천석골에 위치하고 있다.
1916년에 건립된 이곳에는 건립자인 경주인 김동효와 그의 15대조인 김임의 영정이 봉안되어 있어 춘추로 제향한다. 김임은 1480년 무과에 급제한후 1506년 양주목사를 거쳐 중종 2년인 1507년에는 정국공신4등과 계성군으로 봉해지고 황성판윤을 지냈다.
영모당은 정면 3칸, 측면 2칸으로 되어 있으며 측면 2칸 가운데 1칸은 전퇴로 처리되어 있다. 1972년에 보수하였으나 최근 지붕에 누수가 있어 천막으로 덮어 놓았다. 